# Code de la route de l'Ontario
Le Code de la route est une loi de l'Ontario, au Canada, qui réglemente l'immatriculation des véhicules, la classification des infractions routières, l'administration des charges, la classification des véhicules et d'autres questions liées au transport. Introduite pour la première fois en 1923 pour faire face à l'augmentation des accidents au cours des premières années de conduite automobile en Ontario  et remplaçant une législation antérieure telle que la Highway Travel Act, des modifications ont été apportées en raison des changements apportés aux conditions de conduite et des nouvelles tendances en matière de transport. Par exemple, en 2009, la loi a été révisée pour interdire l'utilisation des téléphones cellulaires au volant.
Les infractions au Code de la route sont les plus couramment jugées par les tribunaux des infractions provinciales. Plus de 1,3 million d'infractions sont jugées chaque année en vertu de la Loi, les accusations les plus courantes étant l'excès de vitesse (559 013 occurrences, art. 128 - Excès de vitesse), le passage d'un feu rouge (127 836 occurrences, art. 144 - Feu rouge - feu vert), conduite pendant l'interdiction (117 470 chefs d'accusation, art. 7 - Conduire un véhicule à moteur sans permis  actuellement valide), défaut de s'arrêter (51 263 chefs d'accusation, art. 136 - Désobéissance au panneau d'arrêt - ne pas s'arrêter) et téléphoner en conduisant (51 210 chefs d'accusation, art. 78.1 - conduite en tenant un appareil portatif).